# Granite Peak
Der Granite Peak ist ein Berg in den Beartooth Mountains, einer Bergkette der Rocky Mountains in Montana, Vereinigte Staaten. Mit 3904 m Höhe ist er der höchste Punkt Montanas. 

## Lage
Der Gipfel des Granite Peak liegt im Custer National Forest, einem Nationalforst unter Verwaltung des United States Forest Service, etwa 15 Kilometer nördlich der Grenze zu Wyoming und etwa 70 Kilometer südwestlich der Stadt Columbus. Die Region ist unter dem Namen Absaroka-Beartooth Wilderness als Wilderness Area ausgewiesen, der Klasse der strengsten Naturschutzgebiete in den Vereinigten Staaten.

## Besteigung
Der Granite Peak gilt als einer der am schwersten zu besteigenden unter den jeweils höchsten Punkten der 48 Continental United States. Durch schwieriges Gelände mit Kletterpassagen und nicht markierte Routen ist eine Besteigung nur erfahrenen Bergsteigern zu empfehlen, wofür in etwa zwei Tage eingeplant werden sollten. Es ist zu jeder Jahreszeit mit Schnee zu rechnen. Der Granite Peak wurde das erste Mal 1923 durch Elers Koch bestiegen, nachdem die Versuche einiger anderer Bergsteiger gescheitert waren. Er war damit der letzte höchste Punkt eines Bundesstaates, der bestiegen wurde.